# 도로시 라이먼
도로시 라이먼(Dorothy Lyman, 1947년 4월 18일 ~ )은 미국의 배우, 영화 감독, 텔레비전 배우, 영화배우, 영화 프로듀서이다.
미니애폴리스에서 태어났다.

## 영화
- 블라인드 (2017년)
- 배드 허트 (2015년)
- 더 노던 킹덤 (2009년) - 낸 역
- 디파티드 (2006년)
- 월드 트레이드 센터 (2006년) - 앨리슨의 엄마 역
- 아이 러브 트러블 (1994년)
- 더 낸니 (1993년) - 디렉터 역
- 루비 인 파라다이스 (1993년)
- 여름날의 캠프 소동 (1990년) - 밀리 쉑터 역
- 비앤비 (1987년)
- 자글라 (1980년)
- 원 라이프 투 리브 (1968년)